# 譚雅·塔特
譚雅·塔特（英語：Tanya Tate，1979年3月31日—），英格蘭魅力女模特兒、作家、Cosplayer和色情演員，以熟女色情作品聞名，多次提名AVN奖。

## 生平
譚雅·塔特生於利物浦。2009年進入成人界。2010年開始為英國成人雜誌《狂歡者DVD》（Ravers DVD）的定期專欄撰稿。她的藝名靈感來自於自己對漫畫書的熱愛以及史丹·李為筆下的角色命名的同樣概念（在名字和姓氏中使用相同的字母來命名他的角色）。塔特在業界以熟女色情聞名，也是十一次「年度熟女」得主。她也因出演色情戲仿電影作品而聞名，如《骨頭的遊戲》（Game of Bones，《权力的游戏》的AV版）、《無敵浩克XXX》和《鋼鐵人XXX》。
同一年，塔特成為愛爾蘭的頭條新聞，被外人發現參與拍攝她的Television X系列節目《譚雅·塔特的愛爾蘭性愛之旅》（Tanya Tate’s Sex Tour of Ireland）的業餘男子之一是蓋爾運動協會球員格雷格·雅各布斯（Greg Jacobs）。塔特開著一輛露營車在鄉間旅行，結識了真正的愛爾蘭男人，並拍攝了軟色情片和硬調色情片。雅各布斯否認出現在影片中，但隨後承認，「我不後悔這樣做」，並指出不想讓父母知道。他因在朋友的挑戰下而出現在了影片中。《譚雅·塔特的愛爾蘭性愛之旅》於2013年3月完結。

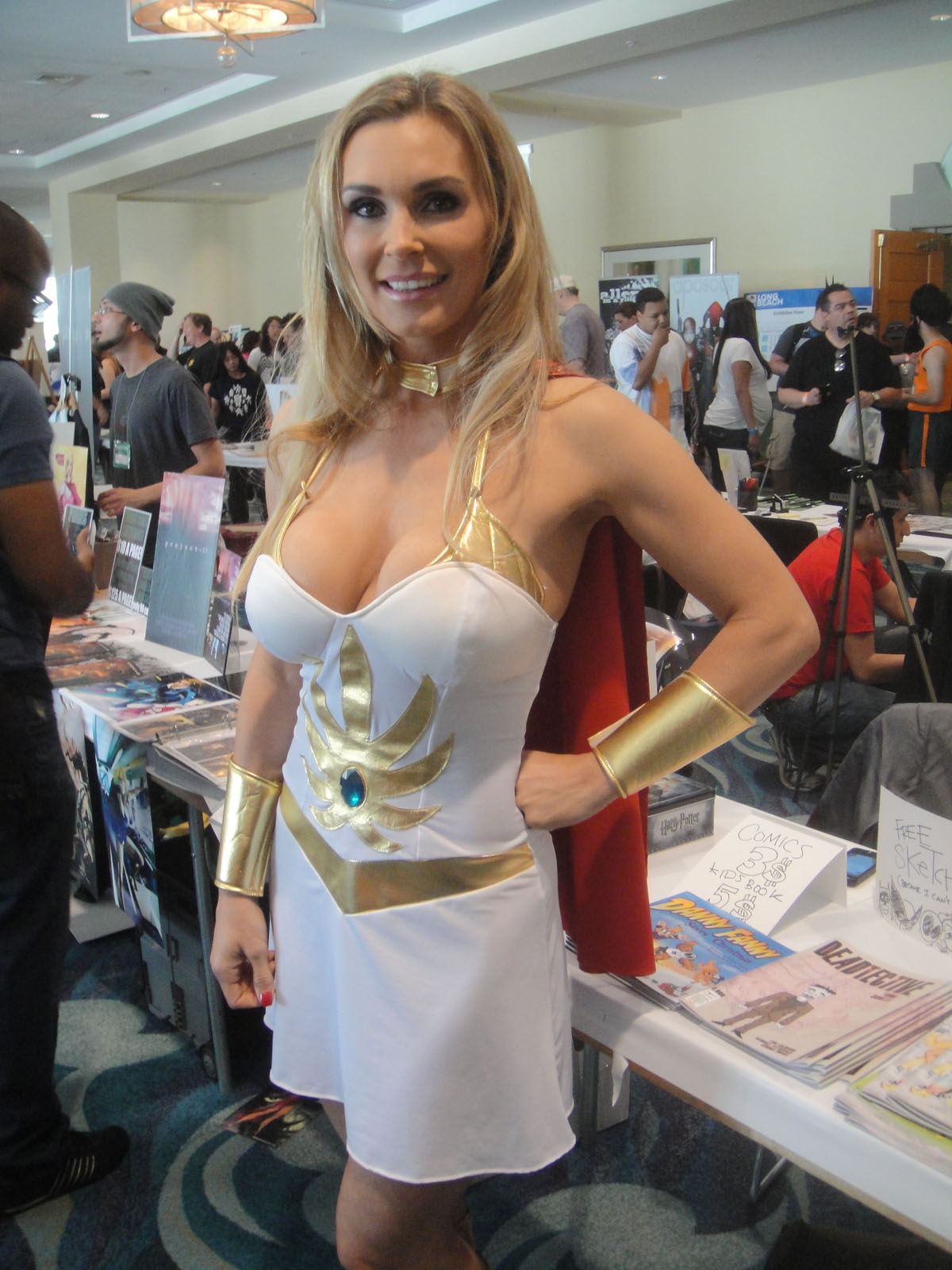
塔特在2012年長灘漫畫博覽會上扮成神娃公主

自從她在2010年聖地牙哥國際漫畫展上扮成艾瑪·佛斯特首次亮相以來，身為Cosplayer而獲得了多家媒體的關注，包括Life.com、盖帝图像、KTLA.com、《橙縣紀事報》、Bleeding Cool、和。
2013年，塔特開始了多項合作和合作項目。她宣布了一系列可動人偶，推出了一名共同創作的漫畫人物，並為和聯合開設了博客。2014年4月，她的在當年於美國加利福尼亞州安那翰舉行的WonderCon流行文化大會上曝光。2014年10月推出了自己最新的可動人偶系列，一款名為「我的英雄玩具」（My Hero Toys）的可訂製軟膠人偶系列。新系列人偶是在史丹·李的年度活動洛杉磯Comikaze Expo上公開。

## 外部連結
- 官方网站
- 譚雅·塔特在互联网电影资料库（IMDb）上的資料（英文）
- 譚雅·塔特在網際網路成人電影資料庫
- 成人電影資料庫上譚雅·塔特的资料（英文）
- Tanya Tate （页面存档备份，存于） on Babestation

### 訪談
- Tanya Tate Talks About Her Porn Career And Favorite Sex Toy （页面存档备份，存于）. AskMen.
- Pornstar interviews with adult actors answering some very nosy questions （页面存档备份，存于）. Cosmopolitan interview with Tanya Tate and Samantha Bentley（英语：Samantha Bentley）. Author – Catriona Harvey-Jenner. Published 3 May 2019.